# Entodinium
Entodinium caudatum – jeden z najpospolitszych gatunków orzęsków występujących u bydła, żyjący w symbiozie ze zwierzętami żwaczowymi. 
Nie potrafią, wbrew temu, co wcześniej sądzono, trawić celulozy. Wykorzystują pokarm roślinny, z którego czerpią skrobię, oraz bakterie, pozyskując z nich białka. Symbiotyczny charakter tych protistów wynika z faktu, iż przechodząc ze żwacza do dalszych części żołądka, ulegają strawieniu, dostarczając przeżuwaczowi wysokowartościowego białka zwierzęcego. U owiec jego ilość wynosi 50 g na 1 kg trawionej masy pokarmowej.
Komórka entodinium ma kształt zaokrąglonego kwadratu z małym wyrostkiem cytoplazmatycznym w jednym z rogów, w okolicach którego znajduje się cytopyge. Perystom z cytostomem znajdują się naprzeciwko wyrostka po drugiej stronie komórki. Komórka posiada duży makronukleus ciągnący się przez całą jej długość.